# Spilanthes anactina
Spilanthes anactina là một loài thực vật có hoa trong họ Cúc. Loài này được F.Muell. miêu tả khoa học đầu tiên năm 1865.